# Rozchodník huňatý
Rozchodník huňatý (Sedum villosum) je drobná, světle fialově kvetoucí rostlinka, vyhynutím ohrožený druh náležející do rodu rozchodník. Na rozdíl od svých příbuzných, které nalezneme obvykle na suchých stanovištích, dává přednost vlhkým biotopům.

## Rozšíření
Roste ve střední, severní a západní Evropě a dále na východě Severní Ameriky. Východní hranice jeho fragmentovaného areálu prochází Moravou a Polskem. Roste v nadmořské výšce od 250 do 1000 m n. m.
V České republice byl, tento původní druh české květeny, na počátku 20. století rostlinou rostoucí roztroušeně až poměrně hojně. Je známo asi 300 lokalit na kterých se tehdy vyskytoval, do současnosti se jejich počet snížil na méně než 10. Obdobně jeho stavy poklesly i v Polsku, Německu a Rakousku; Slovensko leží již mimo areál výskytu.

## Ekologie
Světlomilný a vlhkomilný druh vázaný na prameniště a rašelinné louky s nízkostébelnou nebo mechovobylinnou vegetací. Nejlépe se mu daří na místech s částečně narušeným bylinným pokryvem půdy, což zaručuje menší konkurenci od okolních rostlin. Roste také v mělkých odvodňovacích kanálcích, v nehlubokých potůčcích s líně tekoucí vodou neb v kolejích rozježděných polních cest. Potřebuje mírně kyselé půdy (okolo 5 pH) dobře zásobené minerály.

## Popis

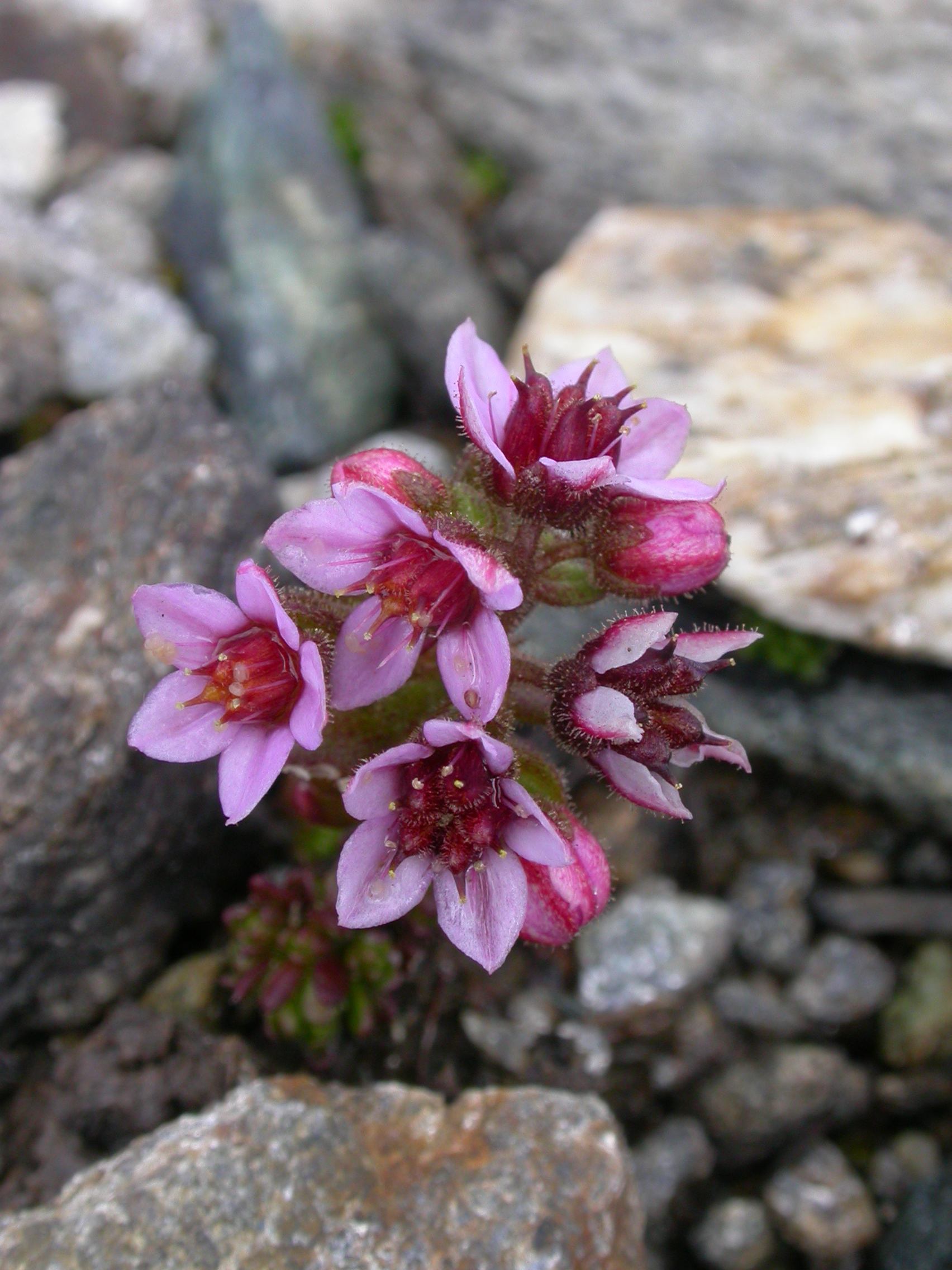
Květenství

Dvouletá nebo krátce vytrvalá monokarpická rostlina s načervenalou, 5 až 20 cm dlouhou lodyhou která vyrůstá z jednoduchých niťovitých kořenů. Lodyha s bazální listovou růžici je poléhavá nebo vystoupavá, jednoduchá neb již od báze silně rozvětvená a celá kratičce žláznatá. Je porostlá střídavými, dužnatými, přímo odstálými, na průřezu okrouhlými listy které jsou čárkovité neb obkopinaté, dlouhé až 10 mm a široké 2 mm které jsou koncích zaoblené.
Na vrcholech lodyh v hustém hroznu nebo latě rostou na krátkých žláznatých stopkách drobné květy. Květenství se skládá ze tří až patnácti květů, velkých 6 až 10 mm, které jsou pětičetné a oboupohlavné. Jejich dužnaté, na bázi srostlé chlupaté kališní lístky jsou zelené. Volné, vejčité či kopinaté, bledě růžovofialové korunní lístky s tmavšími žilkami jsou 3 až 4 mm dlouhé, dvakrát delší než kališní. V květu je ve dvou kruzích deset tyčinek nesoucí prašníky a semeník s pěti pestíky s bliznami.
Rostliny vykvétají v červnu a červenci a květy nabízející nektar jsou opylovány hmyzem nebo autogamně. Po dozrání semen rostliny počátkem září usychají. Plod rozchodníku je složen ze souplodí pěti měchýřků asi 5 mm velkých které obsahují množství drobných semen. Ta dozrávají v srpnu a po vysypání z měchýřků bývají po okolí rozšiřována vodou nebo hmyzem. Ploidie druhu je 2n = 30.
Za nepříznivých klimatických nebo hydrologických podmínek, stejně jako při zastínění, rostliny nekvetou a mohou ve vegetativní fázi zůstat i po několik let, vyrostlé lodyhy s listy jsou mrazuvzdorné. Rostliny tohoto druhu jsou, co se týče velikosti a hustoty ochlupení, velice variabilní.

## Rozmnožování
Rozchodník huňatý se může rozmnožovat vegetativně nebo pohlavně. K vegetativnímu šíření jsou uzpůsobeny jeho křehké odbočky z lodyh které se snadno odlamují a při styku s odkrytou vlhkou půdou snadno koření ze spících pupenů v paždí listů; vytvářejí se tak nové rostliny identické s mateřskými.
K pohlavnímu rozšiřování dochází pomoci drobných béžově hnědých až žlutých semen hruškovitého tvaru dlouhých asi 1 mm. Hmotnost tisíce semen je okolo 25 mg. Semena mohou vyklíčit již na podzim nebo až na jaře, ke klíčení je zapotřebí stála vlhkost půdy a pro mladé rostlinky je důležité plné oslunění.

## Ohrožení
Mnoho lokalit na kterých se rozchodník huňatý vyskytoval zaniklo destrukci původních stanovišť masivním odvodňováním a rozoráváním zamokřených luk nebo jejich přetvářením na extenzivní, kdy byly vyhnojeny a osety travinami. I když se mnohdy časem zjistilo, že k předpokládanému způsobu využívání nejsou tyto pozemky vhodné, vznik zapojené vegetace a postupné hromadění biomasy způsobily definitivní zánik lokality s rozchodníkem huňatým.
Pro zachování alespoň stávajícího stavu a pro naději na posílení jeho populací je rozchodník huňatý v „Seznamu zvláště chráněných druhů rostlin dle vyhlášky Ministerstva životního prostředí ČR č. 395/1992 Sb. ve znění vyhl. č. 175/2006 Sb.“ a v „Červeném seznamu cévnatých rostlin České republiky: třetí vydání“ prohlášen za druh kriticky ohrožený (§1 a C1t).